# Basilikumöl

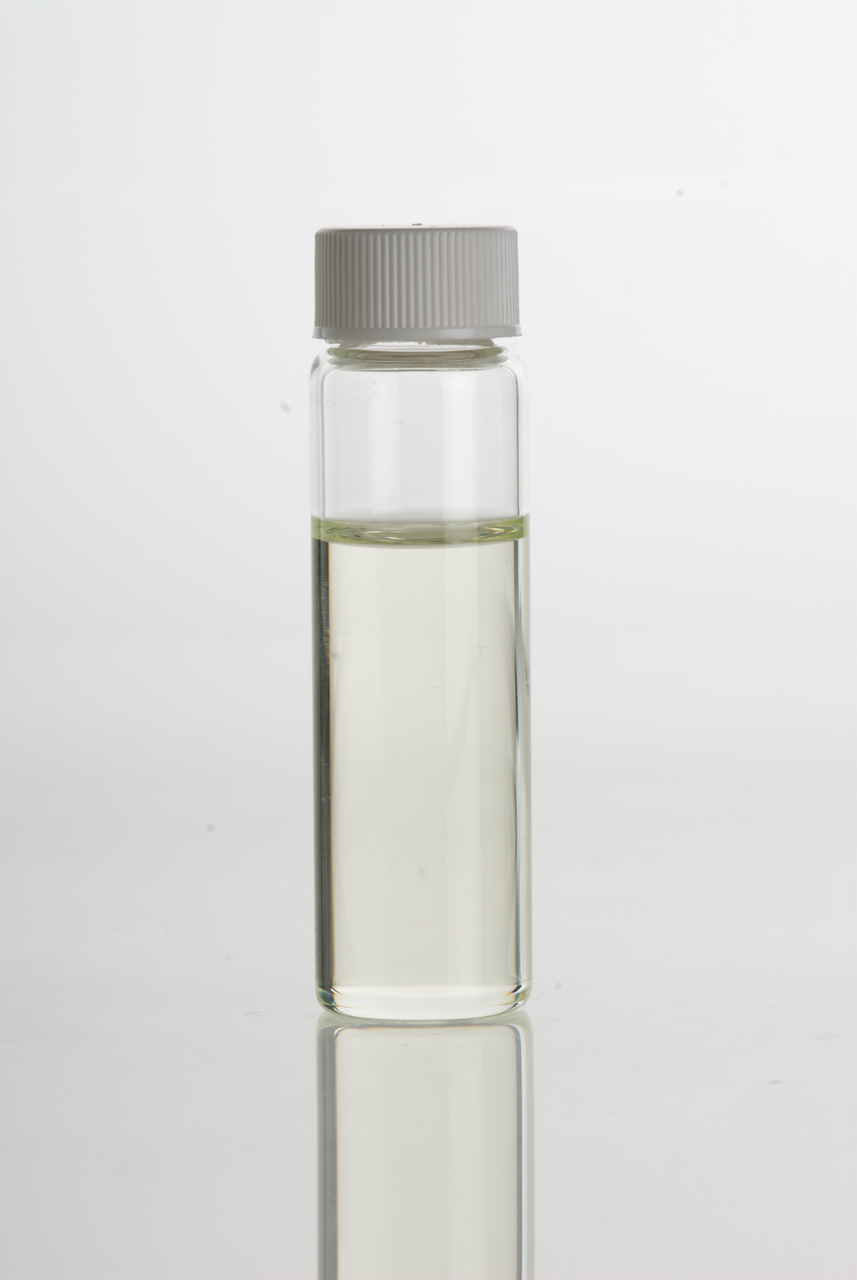
Basilikumöl

Ätherisches Basilikumöl wird durch Wasserdampfdestillation aus verschiedenen Arten des Basilikum-Krauts hergestellt.

## Inhaltsstoffe

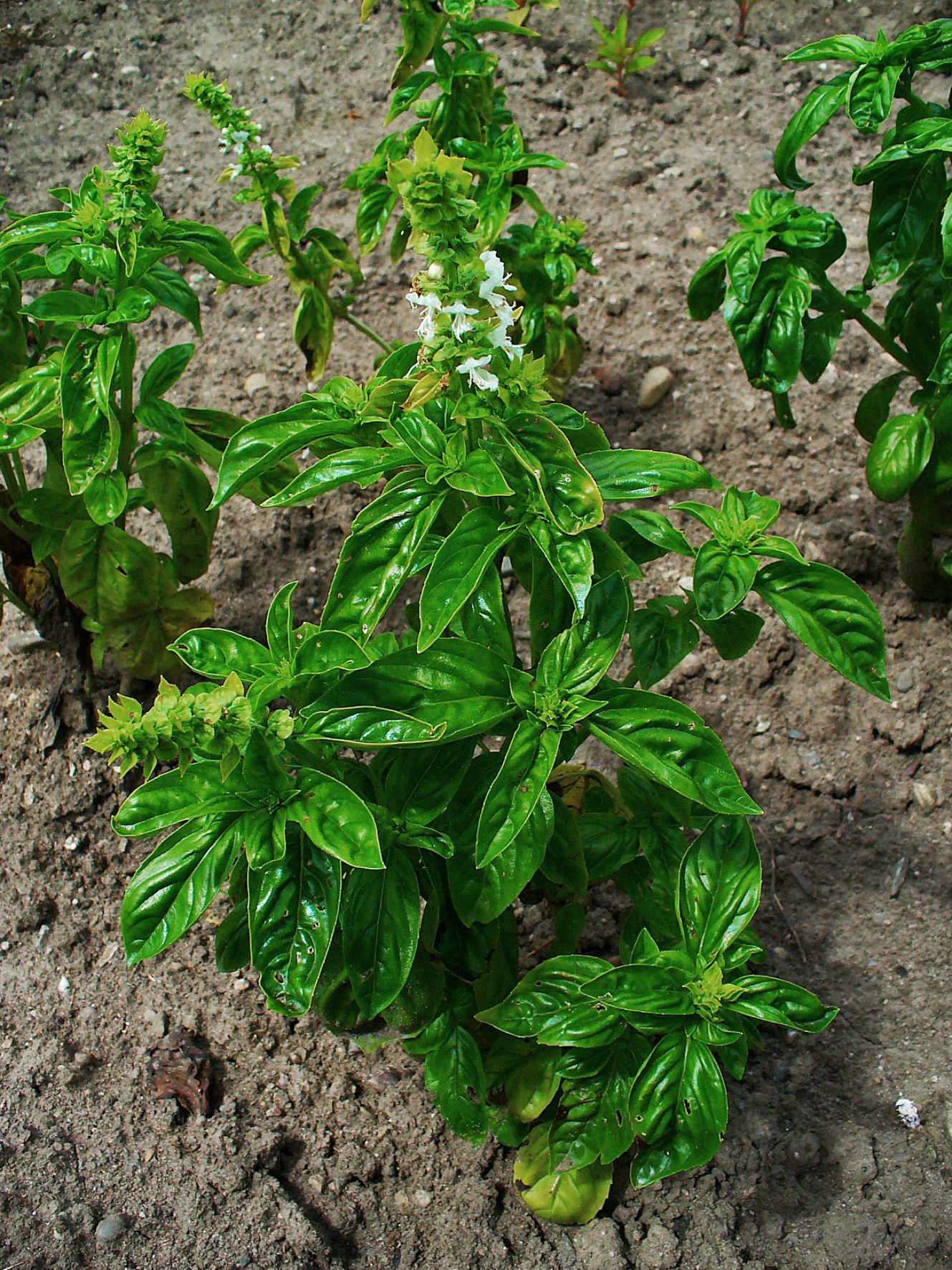
Basilikum (Ocimum basilicum)

Je nach Herkunftsland und Erntezeitpunkt der Pflanze kann Basilikumöl verschiedene Substanzen in verschiedenen Mengen enthalten, die stark schwanken können: Öl aus europäischem Gewürzbasilikum (Ocimum basilicum) ist charakterisiert durch hohe Konzentrationen an Linalool (30–90 %) und Estragol (50–90 %). Andere Bestandteile sind 1,8-Cineol und Eugenol. Afrikanisches Basilikumöl von Réunion oder den Komoren ist dagegen reich an Estragol und Campher, enthält aber nur wenig Linalool, Cineol oder Eugenol.

## Wirkung / Anwendung
Das ätherische Basilikumöl wirkt sehr stark entkrampfend und entzündungshemmend, entspannend und schmerzlindernd bei Magen- und Menstruationskrämpfen sowie darmreinigend bei Darminfektionen und Verdauungsproblemen. Ätherisches Basilikumöl wird bei Unruhe, Angst, stressbedingten Beschwerden, Nervosität und Schlafstörungen angewendet.

## Gegenanzeigen
Während der Schwangerschaft sollte Basilikumöl nicht eingenommen werden. Generell ist aufgrund der Schädlichkeit von Estragol auf Daueranwendung zu verzichten.

## Speiseöl
Im Unterschied zu dem oben beschriebenen ätherischen Basilikumöl kann Basilikumöl auch als Speiseöl verwendet werden. Das Speiseöl ist simpel herzustellen und eignet sich für die Verfeinerung zahlreicher Gerichte.